# Pour l'amour de Marie Salat
 (septembre 2018).
Si vous disposez d'ouvrages ou d'articles de référence ou si vous connaissez des sites web de qualité traitant du thème abordé ici, merci de compléter l'article en donnant les références utiles à sa vérifiabilité et en les liant à la section « Notes et références ».
Pour l’amour de Marie Salat est un roman épistolaire de Régine Deforges publié en 1986 chez Albin Michel et relatant une idylle entre deux femmes.

## Origine du roman
Tandis que Régine Deforges séjourne au Domaine de Malagar à Saint-Maixant (Gironde), la propriété de François Mauriac, le grand-père maternel du dessinateur de presse Wiaz qu'elle a épousé en 1984, elle décide de se rendre à une brocante...
En fouillant dans les cartons d’un brocanteur, elle achète trois cartes postales anciennes pour leur joliesse. Arrivée chez elle, elle comprend que ce sont des lettres d’amour d’une femme à une autre. Le lendemain, elle retourne chez le brocanteur et en trouve quatre autres en imaginant l’histoire qu’elle pourra en tirer en modifiant les lieux et les noms.

## Résumé
En 1903, Marguerite Ribéra, récemment installée avec son mari dans le village, vient de faire la connaissance de Marie Salat. Une vive amitié se crée rapidement entre les deux femmes, avant de devenir un amour charnel.

## Adaptation théâtrale
Le roman a fait l'objet en 1988 d'une adaptation théâtrale , au Théâtre de Poche-Montparnasse.

## Référence
1. ↑  Régine Deforges, Pour l'amour de Marie Salat, Paris, Librairie Générale Française, coll. « Le Livre de Poche ; 6443 », 1986, 146 p. (ISBN 2-253-04506-3)
2. ↑  « Pour l'amour de Marie Salat », sur Artcena, 1988
3. ↑  « Pour l'amour de Marie Salat d'après Régine Deforges », sur Les Archives du spectacle, 25 mai 1988
4. ↑  « Théâtre .Pour l'amour de Marie Salat », sur La Revue des deux mondes, 1988